# Malcocinado (kommunhuvudort)
Malcocinado är en kommunhuvudort i Spanien.   Den ligger i provinsen Provincia de Badajoz och regionen Extremadura, i den sydvästra delen av landet, 300 km sydväst om huvudstaden Madrid. Malcocinado ligger 638 meter över havet och antalet invånare är 484.
Terrängen runt Malcocinado är kuperad åt sydost, men åt nordväst är den platt. Runt Malcocinado är det mycket glesbefolkat, med 7 invånare per kvadratkilometer. Närmaste större samhälle är Azuaga, 16,6 km norr om Malcocinado. 